# Warriors (chanson)
Warriors est une chanson du groupe Imagine Dragons sortie sous forme de vidéo clip le 17 septembre 2014. Ce titre a été réalisé en collaboration avec Riot Games pour faire la promotion du championnat du monde de son MOBA, League of Legends.
Le clip de la chanson est réalisé par le studio d'animation français Fortiche Production.
Le titre est téléchargeable sur le site officiel du jeu à sa sortie, sur iTunes le 18 septembre 2014 et présent sur la version Deluxe du deuxième album du groupe, Smoke + Mirrors, sorti en février 2015.
Warriors devient également la chanson officielle de la coupe du monde féminine de football 2015 et figure sur la bande originale du film Divergente 2 : L'Insurrection. En 2020, une reprise de la chanson par Edda Hayes, à nouveau produite par Riot Games, ces derniers collaborant également avec Blur Studio pour la réalisation de la cinématique, sort elle aussi sous forme de clip vidéo afin de promouvoir l'ouverture de la saison 2020 de League of Legends.
Warriors est également utilisé à plusieurs reprises dans la série coréenne Sweet Home, diffusée sur Netflix.

## Liste des pistes
| 1. | Warriors | 2:51 |

## Enregistrement
Le 17 septembre 2014, le groupe annonce sur son compte Facebook : 

« Nous sommes heureux d'annoncer une surprise… Pendant que nous travaillions sur notre prochain album, nous avons décidé de faire une petite pause pour travailler avec League of Legends (un de nos jeux préférés) sur une chanson. »

## Classement

### Classement hebdomadaire
| Pays                                                    | Position |
| ------------------------------------------------------- | -------- |
| Allemagne                                               | 58       |
| Autriche                                                | 56       |
| Canada                                                  | 60       |
| États-Unis (Bubbling Under Hot 100 Singles) (Billboard) | 2        |
| États-Unis Hot Rock Songs (Billboard)                   | 10       |
| France                                                  | 48       |
| Hongrie                                                 | 34       |
| Irlande                                                 | 80       |
| Lettonie                                                | 33       |
| Norvège                                                 | 27       |
| Pays-Bas                                                | 66       |
| Portugal                                                | 13       |
| République tchèque                                      | 18       |
| Slovaquie                                               | 29       |
| Suède                                                   | 7        |
| Royaume-Uni                                             | 54       |

### Classement de fin d'année
| Pays                         | Position |
| ---------------------------- | -------- |
| États-Unis US Hot Rock Songs | 68       |